# Kautelarpraxis
Als Kautelarpraxis oder auch Kautelarjurisprudenz (Kautel, lateinisch cautela „Schutzmittel“, „Vorsicht“, zu cavere „sich vorsehen, sich hüten, in Acht nehmen vor, sichern“ und iurisprudentia,  iuris, Genitiv von ius „Recht“ und prudens „klug“) wird diejenige juristische Tätigkeit genannt, die der vorsorglichen Verhütung rechtlicher Probleme dient.
Ihr Bestreben und ihre Aufgabe besteht darin, mögliche Rechtsprobleme schon im Vorfeld zu erkennen und durch entsprechende Sicherungen (z. B. allgemeine Geschäftsbedingungen, Beratung bei der Gestaltung von Verträgen, Planung steuerlicher Vorgänge) auszuschließen.
Kautelarjurisprudenz bezeichnet auch die außergerichtliche beratende Tätigkeit des Rechtsanwalts. Geschichtlich hat sich die Kautelarjurisprudenz wohl zuerst in Rom entwickelt.
In die juristischen Prüfungsordnungen hat die Kautelarklausur ebenfalls Einzug gehalten.